# Christian Ludwig Kuhlau
Christian Ludwig Kuhlau, född 14 juni 1733, död 8 november 1796, var en svensk pukslagare, trumpetare och flöjtist.

## Biografi
Christian Ludwig Kuhlau efterträdde sin far Conrad Casper Kuhlau som hovtrumpetare vid dennes död 1753 och kvarstod som sådan till 1775 då han blev hovpukslagare. Samtidigt som han uppehöll dessa tjänster verkade han även som flöjtist i Hovkapellet. Han tjänstgjorde även som flöjtist och pukslagare i orkestern för den teater som senare blev Kungliga dramatiska teatern, en tjänst som omnämns tidigast i 1783 års teateralmanacka.
Kuhlau fick barnen kamreraren Conrad Gottfried Kuhlau, bokhållaren Abraham Kuhlau och revisorn Magnus Kuhlau.